# المتحف التقني السلوفاكي
المتحف التقني السلوفاكي هو متحف في مدينة كوشيتسه في شرق سلوفاكيا وله فروع خارج البلاد. أسس عام 1947م وفتح للجمهور عام 1948م تحت اسم المتحف التقني، وغير اسمه في عام 1983م إلى الاسم الحالي.

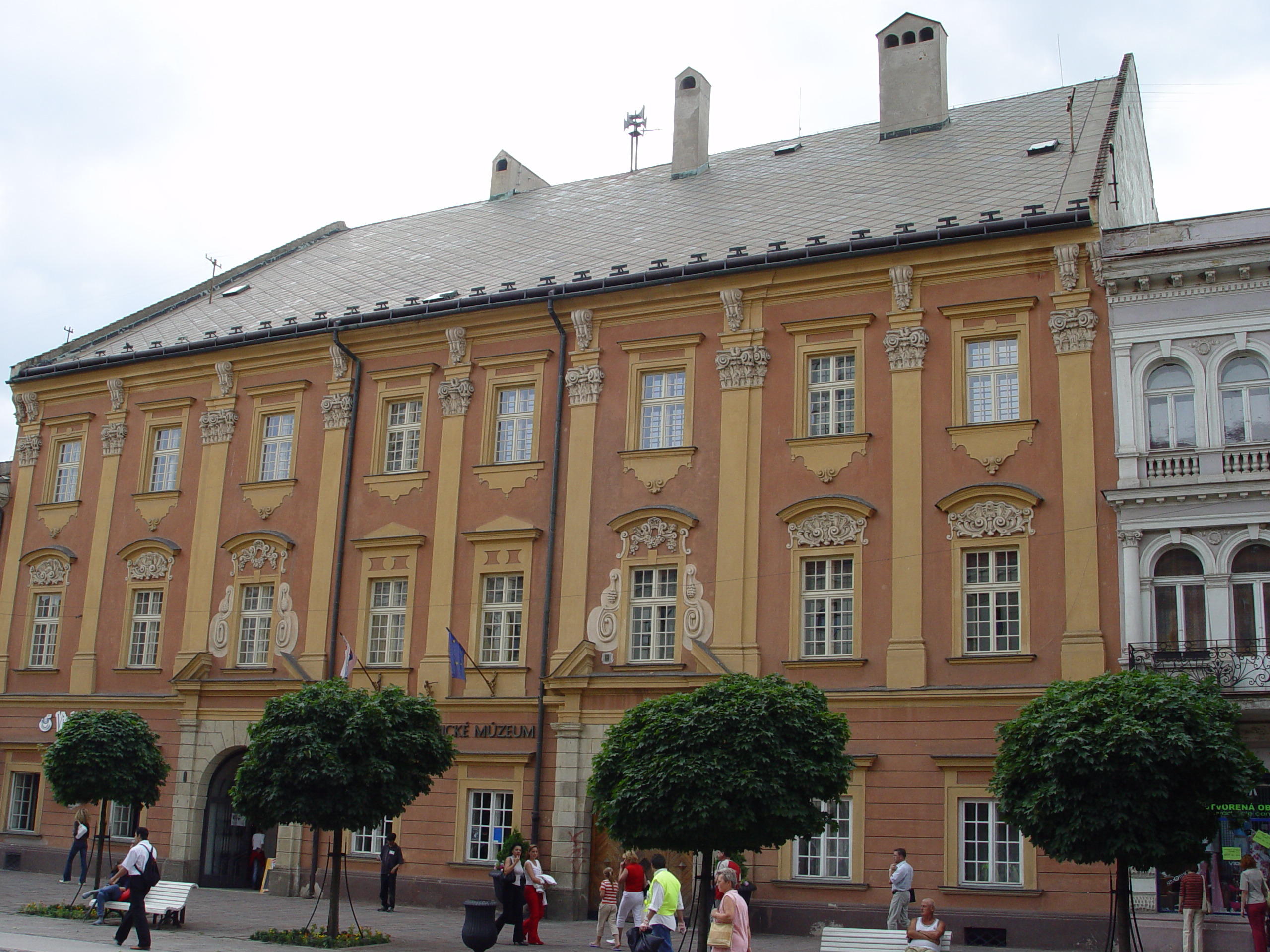
المتحف